# Zbylitowska Góra (gromada)
Zbylitowska Góra (od 31 XII 1961 Zgłobice) – dawna gromada, czyli najmniejsza jednostka podziału terytorialnego Polskiej Rzeczypospolitej Ludowej w latach 1954–1972.
Gromady, z gromadzkimi radami narodowymi (GRN) jako organami władzy najniższego stopnia na wsi, funkcjonowały od reformy reorganizującej administrację wiejską przeprowadzonej jesienią 1954 do momentu ich zniesienia z dniem 1 stycznia 1973, tym samym wypierając organizację gminną w latach 1954–1972.
Gromadę Zbylitowska Góra z siedzibą GRN w Zbylitowskiej Górze utworzono – jako jedną z 8759 gromad na obszarze Polski – w powiecie tarnowskim w woj. krakowskim, na mocy uchwały nr 30/IV/54 WRN w Krakowie z dnia 6 października 1954. W skład jednostki weszły obszary dotychczasowych gromad Koszyce Wielkie, Zbylitowska Góra i Zgłobice ze zniesionej gminy Mościce w tymże powiecie. Dla gromady ustalono 27 członków gromadzkiej rady narodowej.
31 grudnia 1959 do gromady Zbylitowska Góra przyłączono wsie Koszyce i Błonie ze zniesionej gromady Rzuchowa; z gromady Zbylitowska Góra wyłączono natomiast część obszarów wsi Koszyce Wielkie i Zbylitowska Góra o łącznej powierzchni 251,0552 ha, włączając je do miasta Tarnów w tymże powiecie.
Gromadę Zbylitowska Góra zniesiono 31 grudnia 1961 w związku z przeniesieniem siedziby GRN ze Zbylitowskiej Góry do Zgłobic i przemianowaniem jednostki na gromada Zgłobice.